# ماركوس كامبي
ماركوس كامبي (بالإنجليزية: Marcus Camby)‏ مواليد 22 مارس 1974، هو لاعب كرة سلة أمريكي. يبلغ طوله 6 قدم 11 بوصة (2.1 م).

## فرق لعب لها
- تورونتو رابتورز
- نيويورك نيكس
- دنفر ناغتس
- لوس أنجلوس كليبرز
- بورتلاند ترايل بلايزرز
- هيوستن روكتس

## روابط خارجية
- ماركوس كامبي على موقع إن بي أي (الإنجليزية)
- ماركوس كامبي على موقع سبورتس رفرنس (الإنجليزية)
- ماركوس كامبي على موقع كرة السلة الأوروبية.كوم (الإنجليزية)
- ماركوس كامبي على موقع كلية كرة السلة في سبورتس رفرنس.كوم (الإنجليزية)
- ماركوس كامبي على موقع ريلجم (الإنجليزية)
- ماركوس كامبي على موقع بروبوليرز (الإنجليزية)